# Kostel Nejsvětější Trojice (Jílové)
Kostel Nejsvětější Trojice v Jílovém u Děčína je sakrální stavbou z 2. poloviny 19. století. Se svou štíhlou osmibokou zvonicí, umístěnou nad průčelím, tvoří jednu z dominant města. Stojí severně od jílovského náměstí, ve svahu, který nad ním dále pokračuje až k úpatí stolové hory Děčínský Sněžník.

## Historie
Původní kostel nechal postavit v roce 1682 Johann Ernest hrabě Thun, arcibiskup salcburský, bratr majitele děčínského panství, k němuž Jílové od třicetileté války patřilo. Tato původní raně barokní stavba, orientovaná kvůli poloze vůči obci k severu, vyhořela v roce 1859. Do současné podoby byl po vyhoření přestavěn v historizujícím pojetí s románskými a gotickými prvky. Po vysídlení původních obyvatel v roce 1945 kostel vnějšně značně zchátral a byl rekonstruován až ke konci 20. století.

## Architektura

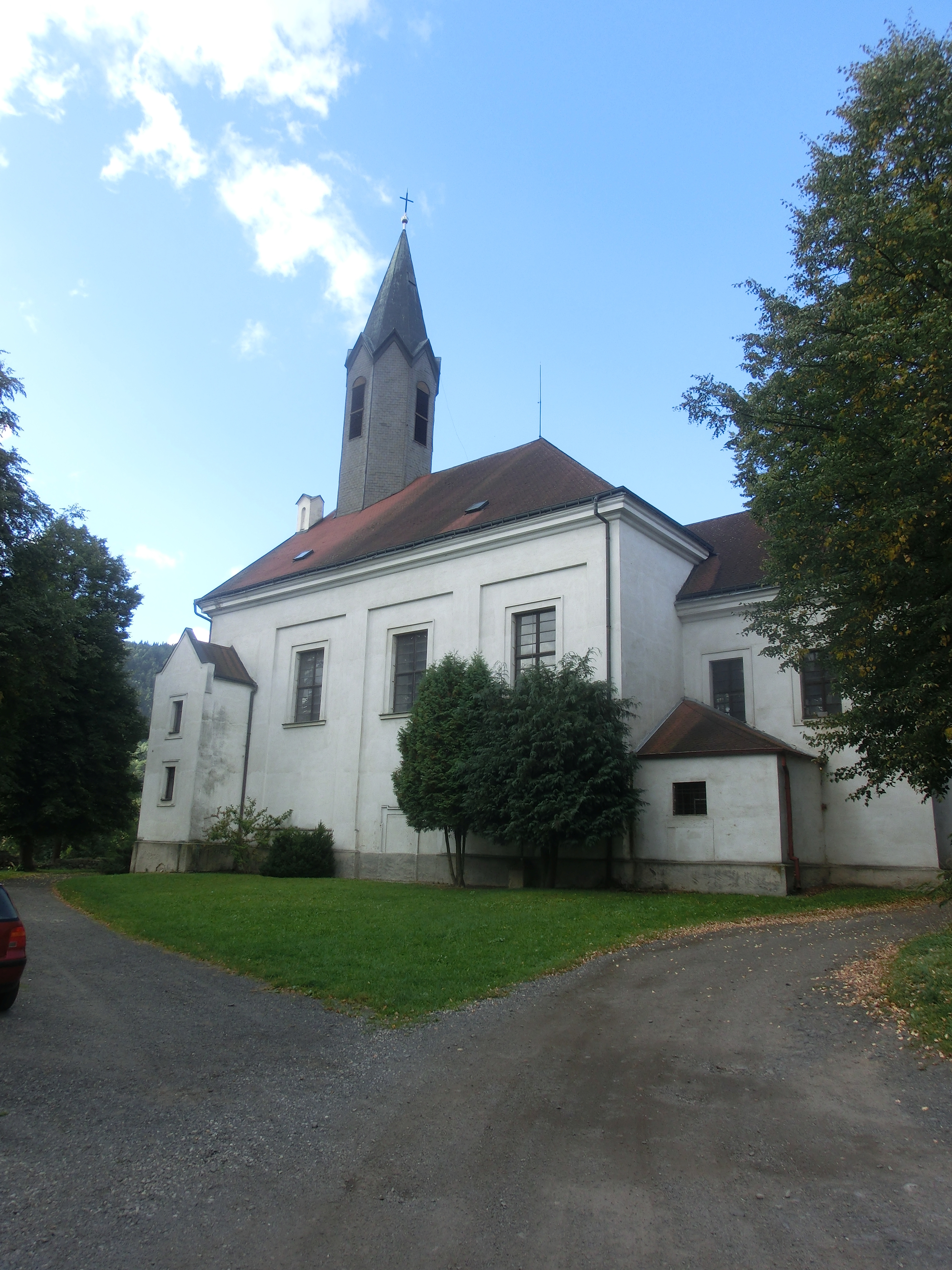
Pohled na kostel v Jílovém od parkoviště

Kostel je jednolodní, rozlehlý, s vysokou lodí a s nižším, užším obdélným presbytářem s dvěma přístavky po stranách. Není orientovaný, jeho kněžiště směřuje k severu. Hlavní průčelí kostela je historizující s pseudorománskými prvky. Je tříosé, s lizénami, obloučkovým vlysem a obdélným portálem. V nadpraží se nalézá nápis o obnově kostela po požáru. Nad tímto průčelím je osmiboká plecová věž s jehlancovou střechou. Boční fasády mají tři mohutné lizénové rámce a velká obdélníková okna. Při hlavním průčelí z obou stran se nalézá přístavek schodiště. Presbytář je hladký, má rovný závěr a obdélná okna v bočních stěnách. Má dvě pole valené klenby s lunetami a oddělujícími pásy, které sbíhají až k zemi. Po obou stranách presbytáře jsou dvě okna a pravoúhlý portálek do bočních přístavků. Přístavky mají křížovou klenbu. Kostel má vysoký polokruhový triumfální oblouk, nad kterým se v lodi nalézá malovaný znak. Loď kostela má dvě trojice oken, která jsou obdélná a segmentově zakončená. Má stlačenou valenou klenbu. Kruchta spočívá na dvou pilířích. Podklenuta je valenou klenbou se stýkajícími se lunetami a pásy. V přístavku se nalézá po východní straně točité schodiště vedoucí na kruchtu. V druhém přístavku je prázdný prostor oválného půdorysu.

## Vybavení kostela
Hlavní oltář tvoří barokní architektura s klasicistními plastikami. Je na něm obraz Nejsvětější Trojice pocházející z 1. poloviny 19. století. Boční pozdně barokní oltář se sochami andělů ceroferářů (světlonošů) je zasvěcen Čtrnácti svatým pomocníkům. V kostele se dále nachází oltář Panny Marie a Krista, kazatelna, křížová cesta a křtitelnice z 19. století. Z roku 1684 pochází raně barokní dřevěné rámování výklenkového sanktuáře s dvojicemi sloupků. V lodi kostela je též náhrobník z roku 1609 a cínové barokní svícny.